# Sóterápia

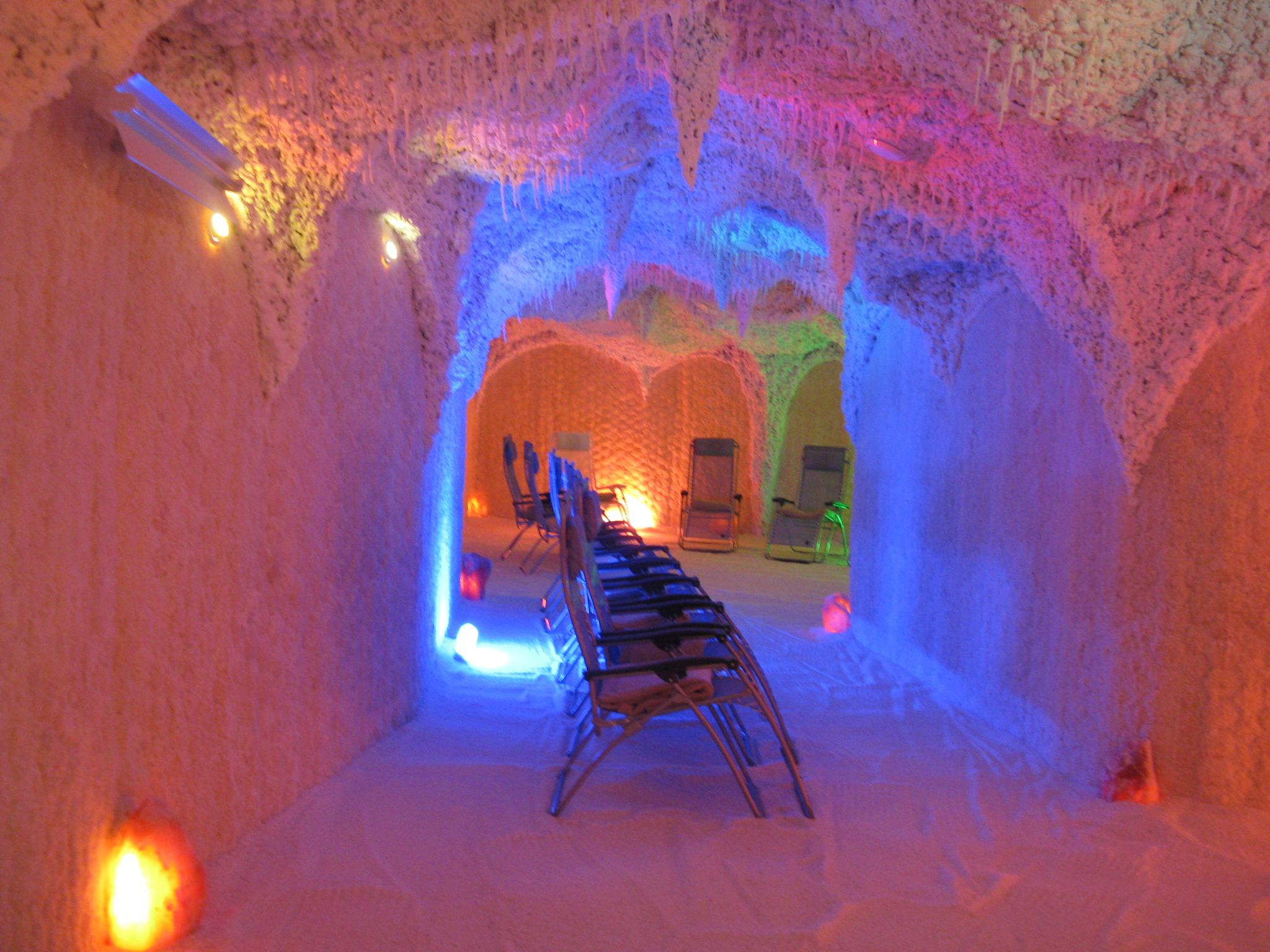
Barlangi sóterápia Németországban

A sóterápia (haloterápia) az alternatív gyógymódok közé sorolható természetgyógyászat egyik ága, amely a sónak a légzőszervi megbetegedések elleni használatán alapul. A haloterápia hatásosságát tudományosan még nem bizonyították, de a páciensek egy része tüneti javulást tapasztal, enyhül a köhögése.  Az üzletileg érdekelt fürdők, wellness létesítmények nagy jelentőséget tulajdonítanak neki.
A tudósok egy része is úgy tartja, hogy a sóterápia tüneti kezelésre jól alkalmas, mert vannak kedvező, a légutakat tisztító, köptető hatásai, mások ezt a placebo hatásnak tulajdonítják.

## Története
A sóterápia alkalmazása nagy múltra tekint vissza. Az ásványvizes fürdők használatának egyik első írásos emléke a 12. századi Lengyelországból maradt fenn; a sótartalmú vizekben fürdőzés a sóterápiához is köthető. 1843-ban Feliks Boczkowski lengyel orvos felfigyelt arra, hogy a sóbányák munkásai, más bányászoktól eltérően, nem szenvednek légzőszervi betegségekben. Ekkor hozták létre az első földalatti kezelőcentrumot a lengyelországi Wieliczkában, különösen az asztma kezelésére.
A só gyógyító erejét a második világháború során is megfigyelték az óvóhelyként használt sóbányákban. Nem sokkal ezután asztmatikus szanatóriumokat nyitottak meg németországi, svájci, bulgáriai és jugoszláviai természetes sóbarlangokban. A sóbarlangok mikroorganizmusoktól, vírusoktól, baktériumoktól, valamint a szálló portól mentes levegője kedvező hatást gyakorolt a betegekre. (A barlangterápia más, nem sós jellegű barlangok tiszta levegőjében is alkalmazható.) A só hatékonyságának tudományos kutatása az 1960-as években kezdődött. Ennek eredményeként lerakták a haloterápia elméleti alapjait.
Magyarországon a 90-es évek elejétől fellendült a sóklíma technológia vizsgálata, megindult a sóbányák levegőjének modellezésén alapuló sóklíma technológiák (sógenerátorok, sófalak és egyéb megoldások) alkalmazása. A Népjóléti Minisztérium delegációja 1990. szeptemberében Aknaszlatinára látogatott az ottani sóbányában folytatott tudományos tevékenység tanulmányozása érdekében.

## Hatásmechanizmusa
Hívei szerint a sóterápia lényege, hogy a belélegzett száraz, csupán mikronnyi méretű és lehetőleg negatív töltésű sószemcsék rátapadnak a légutakban, hörgőkben található szennyeződésekre és mikroorganizmusokra, utóbbiakat dehidratálja (elvonja tőlük a vizet) és így elpusztítja őket. A só a légutak nyálkahártyáját intenzív tisztító munkára serkenti, erősíti a váladékképzést, segíti a szennyeződések feloldását.
Az 5 µ alatti sószemcsék a kishörgőkbe jutva nyákoldó, vírus- és baktériumölő, izomgörcsoldó és gyulladáscsökkentő hatást fejtenek ki, erősítik az immunrendszert. Az eljárás hatékonysága függ a páratartalomtól, az egységnyi légtérre jutó hatóanyag (só) mennyiségétől, az elektromos töltöttség fokától, a huzatmentességtől. 
A légúti szennyeződéseket végül a beteg jellemzően vagy felköhögi, vagy a véráram segítségével elhagyják a szervezetet. A folyamat rendszeres ismétlése során a légutak kitisztulnak, az immunrendszer által természetes reakcióként létrehozott gyulladás csökken.

## Módszerek
A sóterápia alkalmazására, a sószemcséknek a légzőszervekbe juttatására sokféle módszer létezik. A száraz sóterápia lényege, hogy a mesterséges sóbarlang, sószoba levegőjébe egy készülék folyamatosan beporlasztja a mikroszkopikus méretűre őrölt sórészecskéket. A sóbarlang levegőjének sókoncentrációja néhány perc alatt eléri a kívánt értéket és a kezelés alatt közel állandó marad. A beporlasztott só rendkívül száraz, így dehidratációs képessége maximális. A negatív töltéssel rendelkező sórészecskék hatékonyan tapadnak rá a jellemzően pozitív töltésű szennyeződésekre a légzőszervekben, mint a dohányfüst és mások. A száraz sóterápia mobil változata a sópipa, mely apró sókristályokat tartalmaz. A sópipán keresztül, szájon át lélegezve, a levegő átáramlik az apró sószemcséken, eközben apró sórészecskék jutnak a tüdőbe. Hatékonysága kisebb, mint a fent említett mesterséges sóbarlangoké, ellenben bármikor használható. 
További módszerek még a sóoldat párologtatása, beporlasztása különféle eszközökkel, vagyis a nedves sóterápia. Legegyszerűbb megoldás a párologtató sótál készítése, kősó és víz segítségével. A telített (26%-os) sóoldat természetes párolgása során a sótálon kicsapódva, annak közvetlen környezetében, folyamatosan sórészecskéket juttat a levegőbe. A nedves só azonban kis hatékonysággal jut a légutak mélyére. Ez ellensúlyozható, ha a sótálat ott helyezzük el, ahol sok időt töltünk (például a hálószobában, közvetlenül az ágy mellett).
Gyakran alkalmazzák a szépen megvilágított sótéglákból épített, sófalas klímatermeket, ezekről azonban a hatóanyag alig kerül a légtérbe.

## Rokon természetgyógyászati eljárások
A sóterápiával rokon, ugyancsak vitatott hatékonyságú természetgyógyászati módszerek a barlangterápia, a thalasszoterápia (a tengervíz és a tengeri klíma gyógyászati célú alkalmazása), valamint a balneoterápia, a gyógyvizek használata.

## Fordítás
- Ez a szócikk részben vagy egészben  a   Halotherapy című angol Wikipédia-szócikk ezen változatának fordításán alapul.  Az eredeti cikk szerkesztőit annak laptörténete sorolja fel. Ez a jelzés csupán a megfogalmazás eredetét és a szerzői jogokat jelzi, nem szolgál a cikkben szereplő információk forrásmegjelöléseként.